# Michael Beck
Michael Beck, född 4 februari 1949 i Memphis i Tennessee, är en amerikansk skådespelare.
Beck är kanske mest känd för sin roll som Swan i filmen The Warriors - krigarna. Han medverkade i musikalen Xanadu från 1980. Den filmen blev en flopp och Beck ska ha sagt om sin karriär att "The Warriors" öppnade många dörrar för honom, som "Xanadu" sedan stängde.

## Filmografi (urval)
- 1998 – Jungle Book: Lost Treasure
- 1996 – Forest Warrior
- 1984 – Gisslan
- 1983 – The Golden Seal
- 1982 – Megaforce
- 1982 – Warlords of the 21st Century
- 1982 – Horses triumf
- 1980 – Xanadu
- 1980 – Alcatraz - The whole shocking story
- 1979 – The Warriors - krigarna